# Vixen 03
Vixen 03 (titre original : Vixen 03) est un roman policier américain de Clive Cussler paru en 1978.

## Résumé
Vixen 03 : c'est le nom d'un gros Boeing de l'armée américaine, disparu en janvier 1954 au cours d'une mission vers le Pacifique. à son bord, des barils en acier inoxydable. Leur contenu ? Secret militaire.
Une trentaine d'années plus tard, Dirk Pitt, le chasseur d'épaves, l'homme qui a renfloué le Titanic, localise l'appareil dans un lac du Colorado où il s'est abîmé en pleine tempête à la suite d'une avarie. Il ne tarde pas à apprendre quelle cargaison mortelle transportait le Vixen 03 : une culture de bacilles de la peste, particulièrement virulente.
Mais il n'est pas le seul à détenir l'information. Des terroristes africains savent ce que contiennent les barils et s'emparent de deux d'entre eux.
Objectif : Washington !

## Personnages
- Dirk Pitt